# Mtarfa
Mtarfa (oder L-Imtarfa) ist eine kleine Ortschaft in der Nähe der Städte Rabat und Mdina in der Mitte Maltas.
Mtarfa ist heute eine moderne Siedlung. Es gibt aber römische Schriften, die auf einen Tempel der Proserpina hinweisen.

## Geschichte
1890 wurden Kasernen für die britische Armee gebaut. Während des Ersten Weltkrieges baute man das Royal Navy Hospital Mtarfa, ein Marinehospital. Heute ist es eine weiterführende Schule, die nach Sir Temi Żammit benannt ist. Die Briten bauten während der Kolonialzeit Maltas eine Kapelle, die dem heiligen Oswald geweiht ist. Seit 1900 war südwestlich von Mtarfa die Endstation der 1931 stillgelegten Bahnstrecke Valletta–Mdina.

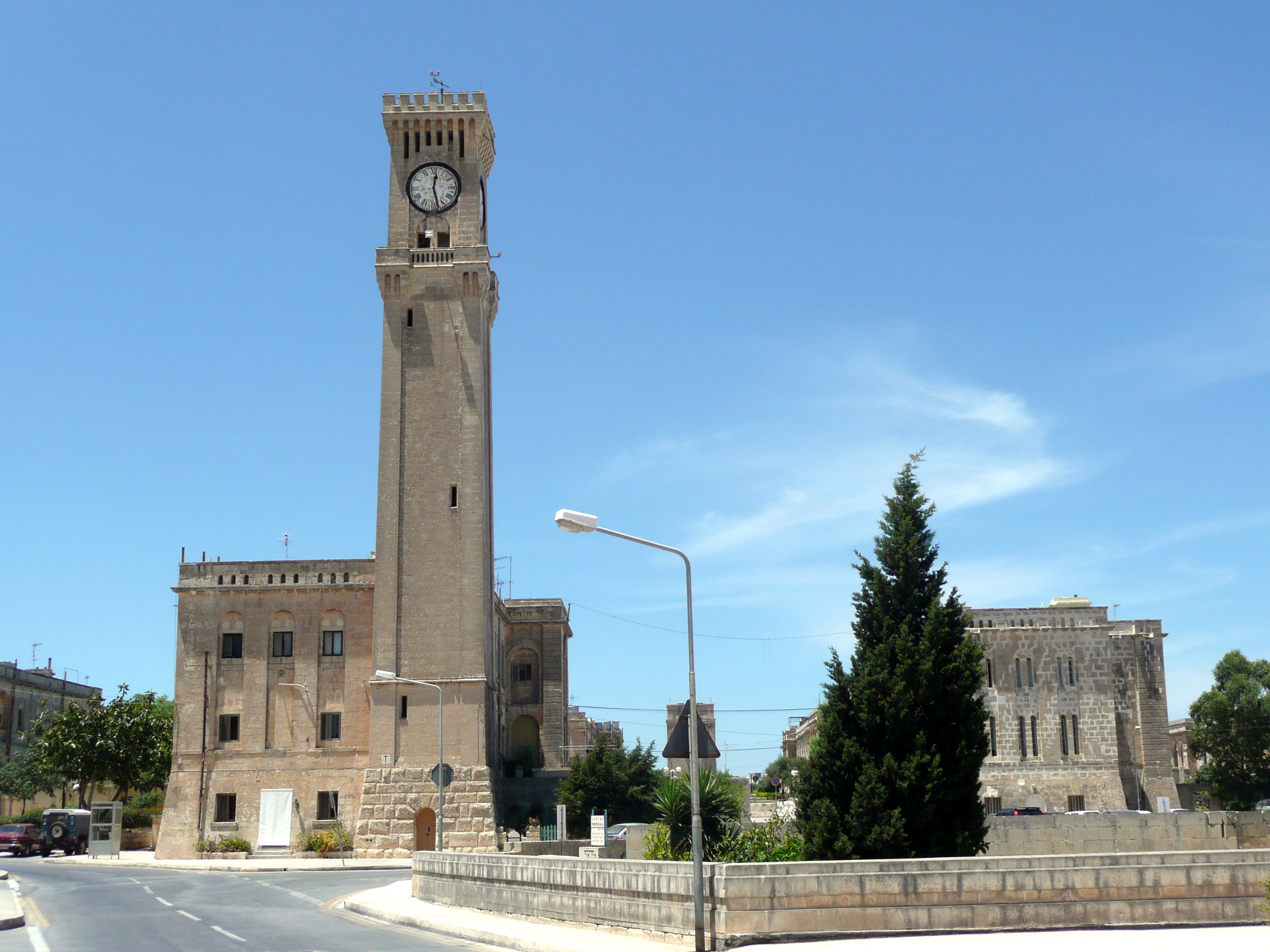
Uhrturm Mtarfa
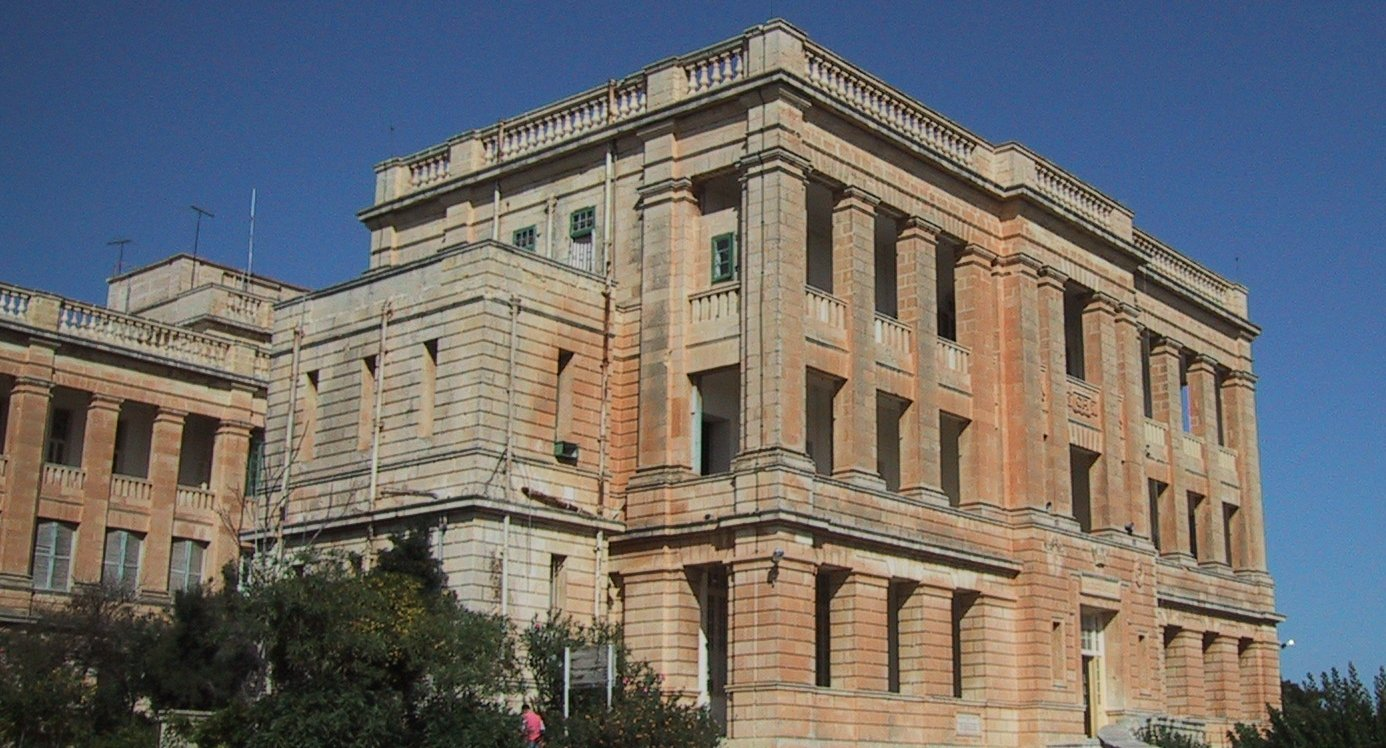
Royal Navy Hospital
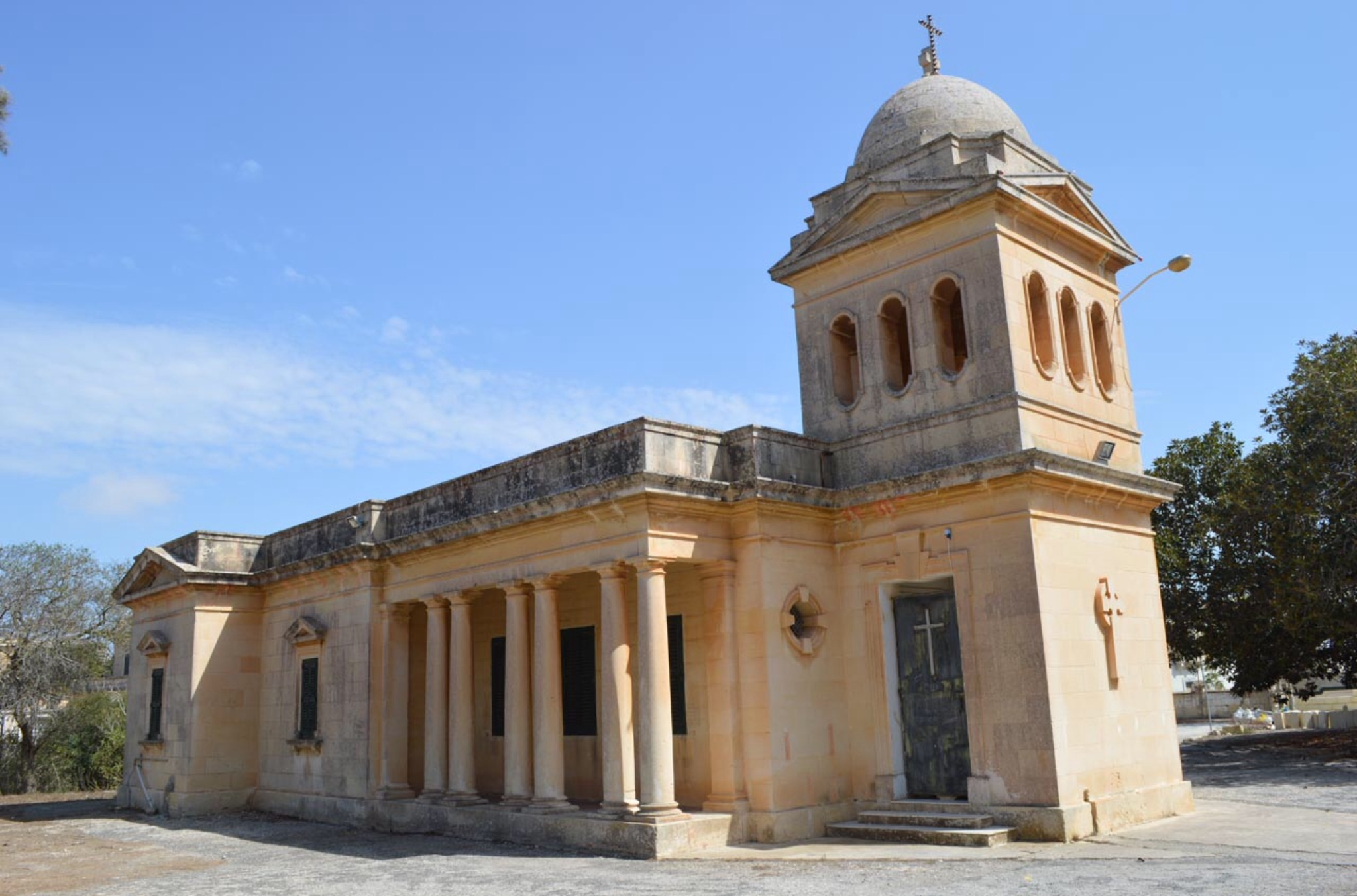
Kapelle St. Oswald

## Söhne und Töchter der Stadt
- Mark Loram (* 1971), britischer Bahnsportler
- David Millar (* 1977), britischer Radprofi